# 安井仙哲
安井 仙哲（やすい せんてつ、生年不詳 - 1780年8月4日（安永9年7月4日））は、江戸時代の囲碁棋士で、家元安井家の六世安井仙哲。元会津藩士で本名原權平。五世安井春哲仙角門下、七段上手。
春哲仙角門下にて原仙哲を名乗っていたが、1748年（寛永元年）に仙角の跡目として御城碁に初出仕、井上春碩因碩に三子にて3目勝。1767年（明和4年）に本因坊察元が名人に就くと、察元に争碁を求めるが、跡目であるために資格なしとして認められなかった。
1775年（安永4年）に仙角が退隠し、家督を継いで安井家六世となるが、1780年（安永9年）に死去。法名は慈雲院隆圓日覺信士。養子としていた坂口仙徳の子の仙知が、跡式として安井家を継いだ。御城碁は39局を勤めた。

## 御城碁戦績
- 1748年(寛延元年) 三子3目勝 井上春碩因碩
- 1749年(寛延2年) 先番5目負 本因坊伯元
- 1750年(寛延3年) 二子2目勝 井上春碩因碩
- 1751年(宝暦元年) 先番ジゴ 井上春達
- 1752年(宝暦2年) 先番1目負 本因坊伯元
- 1753年(宝暦3年) 白番2目負 林転入門入
- 1754年(宝暦4年) 先番4目勝 井上春達
- 1755年(宝暦5年) 先番2目勝 林転入門入
- 1756年(宝暦6年) 先番2目負 井上春碩因碩
- 1757年(宝暦7年) 二子6目勝 井上春碩因碩
- 1758年(宝暦8年) 先番2目負 本因坊察元
- 1759年(宝暦9年) 白番5目負 井上春達
- 1760年(宝暦10年) 先番4目勝 林祐元門入
- 1761年(宝暦11年) 先番4目勝 井上春達
- 1762年(宝暦12年) 先番ジゴ 井上春碩因碩
- 1763年(宝暦13年) 先番1目勝 井上春達
- 1764年(明和元年) 白番4目勝 林祐元門入
- 1765年(明和2年) 白番3目負 井上春達
- 1766年(明和3年) 先番8目勝 井上春達
- 1768年(明和5年) 先番12目勝 林祐元門入
- 同年 先番4目勝 安井春哲仙角
- 1769年(明和6年) 白番4目負 井上春達
- 同年 向五子4目負 津軽良策
- 1770年(明和7年) 先番3目勝 井上春達
- 同年 向七子5目負 中坊金蔵
- 1771年(明和8年) 白番7目勝 本因坊烈元
- 同年 白番10目負 林祐元門入
- 1772年(安永元年) 先番6目勝 本因坊烈元
- 1773年(安永2年) 先番ジゴ 林祐元門入
- 同年 白番中押負 本因坊烈元
- 1774年(安永3年) 先番6目勝 本因坊烈元
- 同年 白番中押負 井上因達
- 1775年(安永4年) 白番10目負 井上因達
- 1776年(安永5年) 白番3目負 本因坊烈元
- 同年 向三子中押負 林門悦
- 1777年(安永6年) 白番3目負 井上春達因碩
- 同年 先番18目勝 井上因達
- 1778年(安永7年) 向二子8目勝 林門悦
- 同年 白番中押負 林祐元門入